# Eilema albicosta
Eilema albicosta is een vlinder uit de familie van de spinneruilen (Erebidae), onderfamilie beervlinders (Arctiinae). De wetenschappelijke naam van de 
soort is voor het eerst geldig gepubliceerd in 1894 door Rogenhofer.
Deze nachtvlinder komt voor in Europa.